# Chandail (hockey sur glace)

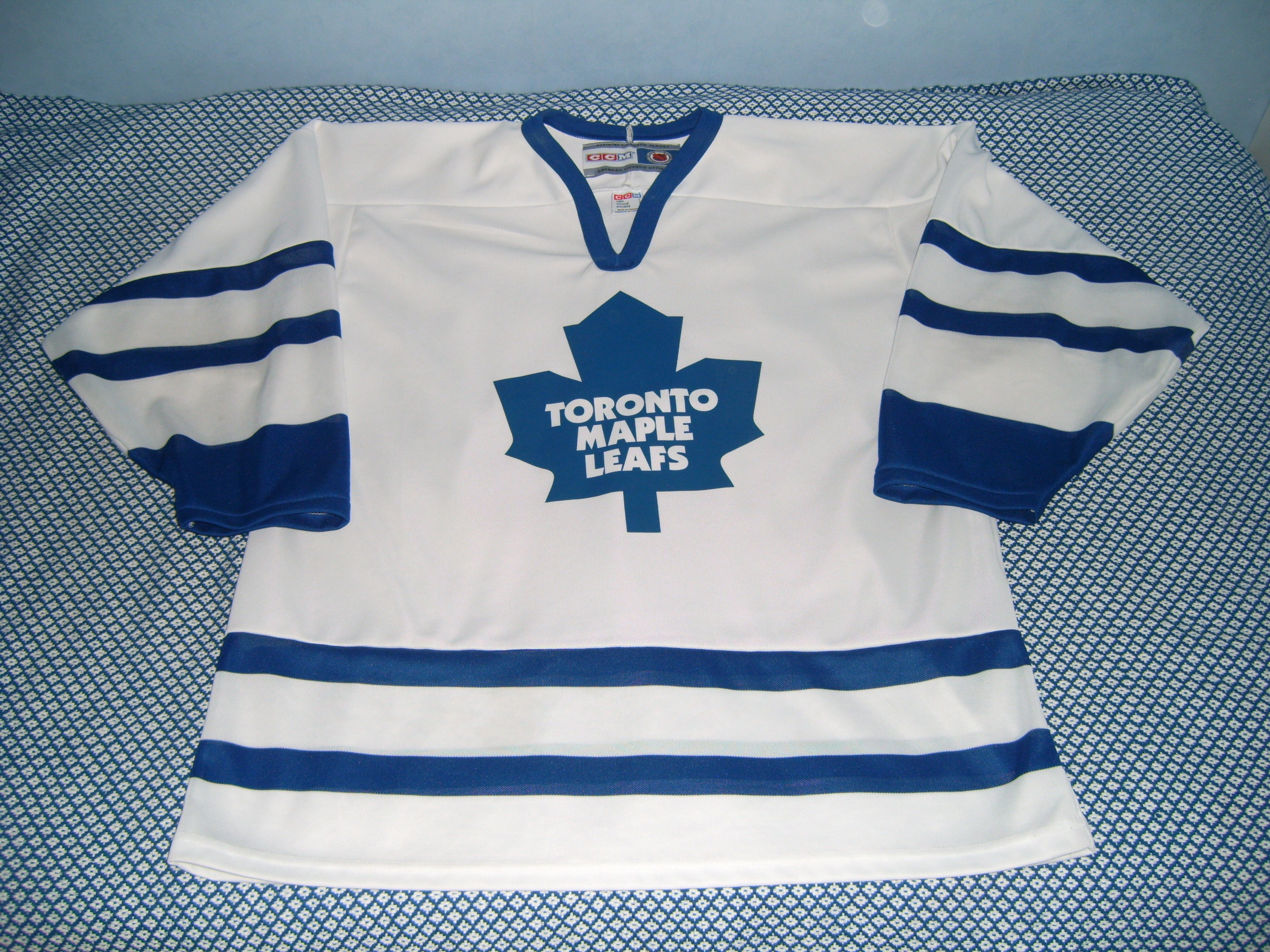
Chandail des Maple Leafs de Toronto

Un chandail ou maillot de hockey est le nom donné au maillot que portent les joueurs de hockey sur glace. Il est appelé chandail au Canada et maillot en Suisse, en Belgique et en France. Il arbore généralement les couleurs de l'équipe, et dispose du logo de l'équipe sur l'avant et du nom et numéro du joueur à l'arrière. Le logo de la ligue peut être également présent. Le Capitaine de l'équipe porte un « C » au-dessus de la poitrine et ses assistants portent un « A ». Il est également un vêtement très prisé des supporteurs qui l'arborent lors des rencontres.
À l'origine constitué principalement de coton, le chandail est aujourd'hui fabriqué à partir de matières synthétiques, qui de par les procédés de fabrication favorisent la respirabilité du vêtement et le rendent hydrofuge.
Un exemple de l'impact culturel du chandail de hockey au Canada est le conte Le chandail de hockey (anglais : The Hockey Sweater) de Roch Carrier.